# Longhena
Longhena (Longhena in dialetto bresciano) è un comune italiano di 560 abitanti della provincia di Brescia in Lombardia.

## Geografia fisica

### Territorio
Si tratta del più piccolo comune della provincia per estensione territoriale.

### Idrografia
Sono presenti due rogge:
- roggia Ognata, che nasce a Trenzano e spaglia nelle campagne di Dello;
- vaso Fiume di Dello, che nasce a Maclodio e termina a sud di Dello, presso la cascina Lombardo.

## Origini del nome
L'etimologia della denominazione Longhena è incerta, ma è probabile che derivi dal latino longanea, ovvero longaria, che significa lunga striscia di terreno; l'area storica del Comune, infatti, si sviluppa proprio in questo modo, lungo l'asse nord-sud.
Secondo Paolo Guerrini, il termine deriverebbe dalla contrazione dialettale di "Longa-vigna", ossia longa ègna in dialetto bresciano; esso starebbe dunque ad indicare la presenza di una forte coltivazione della vite nel territorio.

## Storia
La storia del piccolo centro affonda le sue origini nell'antico castello dei Longhena, famiglia dispersa nel Seicento e sostituita dai Soncini, che ne acquisirono le proprietà. Nel 1452 Francesco Sforza con le sue truppe si accampava presso Longhena e Dello.
Nei secoli, il borgo si sviluppò come agglomerato di cascine con relativi palazzi padronali, espandendosi soprattutto a nord del castello e lungo la via principale, fino al crocevia con la strada per Mairano. La stessa strada, oggi via XXIV Maggio, seguiva a sua volta il corso del Vaso Fiume, un canale artificiale, che al tempo era in più punti scoperto e attraversabile da ponticelli. Nel Settecento fu costruita la chiesa parrocchiale.
Terminata la seconda guerra mondiale, il borgo, dal 1928 frazione del vicino Mairano, ridivenne comune autonomo e fu costruito il moderno municipio a fianco della chiesa. Da allora, il comune ha ampliato la propria area abitata convertendo zone agricole in residenziali, estendendosi notevolmente sull'intero arco nord-est e, verso la fine del Novecento, anche a ovest. L'espansione a sud, invece, è sempre stata limitata dalla vicinanza con il cimitero comunale e dalla cortina di cascine antiche che, seguendo in modo uniforme via XXIV Maggio e via Garibaldi, impedisce qualsiasi accesso ai campi retrostanti.
Nel 2010 è stato emanato il nuovo piano di governo del territorio, che prevede la realizzazione di una strada di circonvallazione dell'abitato, in modo da evitare il transito di mezzi pesanti sulla via principale, mantenendo come linea generale la conservazione del territorio agricolo limitando l'espansione dell'abitato.

### Simboli
di nero, torricellato di tre torri, ognuna merlata alla guelfa di tre e finestrata di uno di nero, la torre centrale più alta, il fastigio privo di merli, esso castello
chiuso di nero, fondato sulla campagna di verde, accompagnato nel cantone sinistro del capo dalla spiga di grano d'oro, posta in palo. Ornamenti esteriori da Comune.»
(D.P.R. del 19 gennaio 1999)

## Monumenti e luoghi d'interesse
- Castello Soncini: L'antico castello, prima dei Longhena e poi dei Soncini, risale al Cinquecento e nel corso dei secoli ha subito numerosi rifacimenti e adattamenti al suo utilizzo di residenza e cascina. Ad oggi rimane il mastio principale, un corpo di fabbrica a sud di questo e l'accesso principale a nord, dove sono ancora visibili le fenditure per il funzionamento di un ponte levatoio, a dimostrazione che, un tempo, doveva essere presente una fossa di difesa attorno all'edificio.
- Palazzo Soncini-Varisco: fu costruito nella seconda metà del Seicento poco a nord del castello dalla nobile famiglia. Con l'uscita dei Soncini nell'Ottocento, l'edificio rimase in stato di totale abbandono per più un secolo, durante il quale fu utilizzato per gli scopi più disparati, da stalla, a fienile, persino a farmacia, che fu ricavata in una delle sale a pianterreno. La struttura fu anche danneggiata, a fine Ottocento, da un terremoto, che fece crollare le volte della galleria al primo piano. Nel 1993 la metà ovest del palazzo è stata acquistata e completamente restaurata nel 1995, riportando alla luce numerosi e ben conservati affreschi di fine Seicento sulle volte di tutte le sale e su ogni superficie muraria dello scalone di rappresentanza. Completamente perduti sono invece gli affreschi delle pareti delle sale, troppo danneggiati dal tempo, che si preservano invece nell'altra metà del palazzo. Dell'originale edificio seicentesco rimangono anche alcuni grandi camini in marmo di gusto barocco (uno andò distrutto per l'apertura della porta della farmacia sopracitata), due vetrate interne in vetro soffiato, il portale originale in marmo e il balcone soprastante, il portico posteriore con colonne tuscaniche e il cancello in ferro battuto del parco retrostante la casa, miracolosamente sfuggito alle requisizioni durante le due guerre mondiali.
- Palazzo Nodari:il palazzo risale probabilmente al Cinquecento ed è a impianto monoblocco, con un elegante porticato interno e finestre abbellite da poggioli in pietra e balaustre in ferro battuto.
- Chiesa parrocchiale: dedicata ai santi Dionigi Aeropagita ed Emiliano, fu costruita nel Settecento a nord-ovest del nucleo storico. L'edificio è a navata unica e custodisce tele di varie epoche, in particolare una Ultima Cena della fine del Cinquecento e la pala dell'altare maggiore, raffigurante i santi titolari, datata 1712. Gli altari sono tutti in marmo a intarsio.

## Società

### Evoluzione demografica
Abitanti censiti

### Lingue e dialetti
Nel territorio di Longhena, accanto all'italiano, è parlata la lingua lombarda prevalentemente nella sua variante di dialetto bresciano.

### Aspetti occupazionali
Risultano insistere sul territorio del comune quattordici attività industriali con 116 addetti pari al 67,84% della forza lavoro occupata, dieci attività di servizio con ventun addetti pari al 5,85% della forza lavoro occupata, altre sette attività di servizio con ventitré addetti pari al 12,28% della forza lavoro occupata e quattro attività amministrative con otto addetti pari al 4,09% della forza lavoro occupata.
Risultano occupati complessivamente 171 individui, pari al 29,23% del numero complessivo di abitanti del comune.

## Cultura

### Cucina
Il paese assieme con Pontoglio e Barbariga è il "paese del casoncello" tanto che a Longhena ogni anno, verso settembre si organizza la festa in Biolcheria, dedicata al casoncello, a Pontoglio le prime settimane di gennaio sono dedicate alla sagra del Casoncello di Pontoglio De.Co. invece a Barbariga, nella terza settimana di settembre, si organizza la festa del Casoncello.

## Amministrazione
| Periodo        | Periodo        | Primo cittadino    | Partito             | Carica  | Note |
| -------------- | -------------- | ------------------ | ------------------- | ------- | ---- |
| 31 maggio 1990 | 14 giugno 1999 | Gianfranco Ferrari | DC poi lista civica | Sindaco |      |
| 14 giugno 1999 | 14 giugno 2004 | Pierino Pelosi     | lista civica        | Sindaco |      |
| 14 giugno 2004 | 26 maggio 2014 | Dionigi Tortelli   | lista civica        | Sindaco |      |
| 26 maggio 2014 | in carica      | Giancarlo Plodari  | lista civica        | Sindaco |      |